# Meknès-Tafilalet
Meknès-Tafilalet (en berbère: Meknas-Tafilalt, en arabe: مكناس تافيلالت), était une ancienne région marocaine , et l'une des seize régions du Maroc , avant le redécoupage territorial de 2015. 
Celui-ci sépare en trois la région de Meknès-Tafilalet :
- la nord, à savoir la préfecture de Meknès et les provinces d’Hajeb et Ifrane est rattachée à l'ancienne région de Fès-Boulemane pour former la nouvelle région de Meknès-Fès,
- au sud, le Tafilalet à savoir la province d'Errachidia et celle de Midelt, est rattaché à la partie Est de l'ancienne région Souss-Massa-Draâ pour former la nouvelle région Draâ-Tafilalet ;
- à l'ouest, la province de Khénifra est rattachée à l'ancienne région de la nouvelle région de Tadla-Azilal pour former la nouvelle région de Béni Mellal-Khénifra.

## Géographie
Située au nord du pays, elle s'étendait sur une superficie de 79 210 km2 (quasiment la taille de la République tchèque) et comportait 2 141 527 habitants en 2004. Son chef-lieu, à son extrême nord, est Meknès.

### Population
- Région : 2 141 527 hab.[6]
- Préfecture et provinces (et leurs chefs-lieux)[6] :
  1. préfecture de Meknès : 713 609 hab. (Meknès : 469 169 hab.) ;
  2. province d'El Hajeb : 216 388 hab. (El Hajeb : 27 667 hab.) ;
  3. province d'Ifrane : 143 380 hab. (Ifrane : 13 074 hab.) ;
  4. province de Khénifra : 511 538 hab. (Khénifra : 72 672 hab.) ;
  5. province d'Errachidia : 556 616 hab. (Errachidia : 76 759 hab.) ;
  6. province de Midelt : -[7] (Midelt : 44 781 hab.).

### Découpage administratif
- La préfecture de Meknès (chef-lieu : Meknès)
- La province d’El Hajeb (chef-lieu : El Hajeb)
- La province d’Ifrane (chef-lieu : Ifrane)
- La province de Khénifra (chef-lieu : Khénifra)
- La province d'Errachidia (chef-lieu : Errachidia)
- La province de Midelt (chef-lieu : Midelt)[1],[2]

### Limites territoriales
- Au nord, la région de Gharb-Chrarda-Beni Hssen
- Au nord-ouest, la région de Rabat-Salé-Zemmour-Zaër
- Au nord-est, la région de Fès-Boulemane
- Au sud, la frontière algérienne
- Au sud-ouest, la région de Sous-Massa-Drâa
- À l’est, la région de l'Oriental
- À l’ouest, les régions de Chaouia-Ouardigha et Tadla-Azilal

## Transport
La région contient un tronçon de l'autoroute Casablanca-Meknès-Fès. Le chemin de fer reliant Marrakech à Oujda traverse la ville de Meknès.
La ville d'Errachidia abrite l'unique aéroport civil de la région (Meknès disposant d'une base aérienne militaire).